# María de la Esperanza của Hai Sicilie
Maria de la Esperanza của Hai Sicilie (Madrid, ngày 14 tháng 6 năm 1914 - Villamanrique de la Condesa, ngày 8 tháng 8 năm 2005) là Vương tằng tôn nữ Hai Sicilie, vợ của Pedro Gastão của Orléans-Bragança.